# おれたちゃドラゴンズ
『おれたちゃドラゴンズ』は、1993年4月から中日スポーツにて連載している、中日ドラゴンズを題材とした4コマ漫画。作者：くらはしかん。2008年3月21日付より東京中日スポーツでも掲載を開始。元々は、『月刊ドラゴンズ』1989年6月号の一般投稿作品であった。
考えオチや駄洒落オチが多く見られ、ローカルネタも度々折り込まれる。

## 登場人物

### 選手・監督等
- タイトルの通り、ドラゴンズの選手・監督・OBが登場するのはもちろんのこと、対戦相手の監督（一部対戦相手の主力・有名選手）が登場する。なお、作者は手許にあるメモを見ながら、登場人物に偏りが出ないように気を付けているという。
- 試合中や練習中のシーンはユニフォームを着ているが、オフシーズン等で私服で登場させる際は、服にニックネームや背番号等のロゴを入れる。
- オフシーズンや楽天戦では必ずといっていいほど山崎武司（ドラゴンズOB）が登場。

### 放送関係者
- ナゴヤドームでの中継が多いCBC、東海テレビの中継番組関係者が多く見られる。
- 解説者としては、高木守道・彦野利勝（以上CBC）、谷沢健一（東海テレビ）、アナウンサーでは久野誠（CBC）・吉村功（東海テレビ）らが登場。
- 他にも、東海ラジオ等、在名各局のアナウンサーや解説者も登場することがある。
- 一方、中京テレビはナゴヤドームでの中継権が無いためか、日本テレビ系列ではお馴染みの解説者（江川卓、川藤幸三、掛布雅之等…連載開始の1993年までに現役引退した人物）は未だに登場していない（2009年1月現在）。但し、山本浩二は広島東洋カープの監督を務めている時代に登場したことがある。

### その他
1993年の連載当初から架空の一般人の登場も月に1回程度ある。
ドラゴンズオヤジ
根っからのドラゴンズフリークだが、妻子は然程関心が無く、特に妻からはさめた目で見られている。ドラゴンズが不振をかこっている時は、テレビを見づらくする、大差を付けられた時には「試合がひっくり返らんかと思って」テレビを逆さにする、得点部分以外を目隠しすると言った具合に、しばしば弱気な小市民ぶりを見せる。
ドラファン3人組
イガグリ・カッパ・角刈り、それぞれの髪型が特徴の3人組。自称「究極のドラファン（或いは、筋金入りのドラファン）」。1997年に大学を卒業（3年留年）・就職。仕事はそっちのけで、営業成績もどん尻ながらも社員として存在し続けている（上司の叱られ役として存在している模様）。名前は「吉川」、「山田」、「田中」（マンガ中に描かれていた営業成績グラフに名前が書かれていたが、どのキャラがどの名前なのかは不明）。
ラジオ中継での試合を実演（打者と投手に分かれて）してみたり、試合見たさに球場でのバイト（イガグリ除く）、キャンプ見たさに沖縄までのヒッチハイクを試みる、連敗ショックで体調不良（イガグリはショックで入院）等、エピソードに事欠かない。中でも、ナゴヤドーム一番乗りを果たすべく、工事中に場所取りをし、その光景を見た作業員が｢そんなヒマなら工事手伝えや｣とぼやいていたこともあった。
草野球チーム「ヤンチャーズ」の主力選手だが、レベルは少年野球並み。相手チーム曰く「朝飯前」とのこと。

## 主なローカルネタ
2009年1月現在、ローカルネタは見られなくなっている。

## 略歴
- 1989年 - 『月刊ドラゴンズ』6月号にて、葉書による投稿作品で掲載される。
- 1993年 - 『中日スポーツ』で連載開始。
- 1999年 - 優勝特別版で、峰竜太らと会談。
- 2006年 - 8月28日付の『中日スポーツ』にて、『デイリースポーツ』との共同企画に特別編を掲載。